# 本朝世紀
《本朝世紀》是日本平安時代後期編纂的編年體史書。別名《史官記》、《外記日記》，現存20卷。

## 概要
鳥羽上皇為上繼六國史，久安6年（1150年）冬命信西法師（藤原通憲）所編纂。述宇多天皇至近衛天皇朝（877年~1155年）事，不過修撰完成部分只有宇多天皇一代，其他則是以太政官外記局日記為主，依月日先後排次，輔以諸家公卿日記‧譜系原文補其闕，近乎未定稿。信西在平治之亂（1159年）中兵敗自盡，故本書也多所散逸，無從確認原本卷數。現存部分為朱雀天皇承平5年至近衛天皇仁平3年（935年~1153年），此外醍醐天皇朝部分佚文見於《御產部類記》、《年中行事秘抄》，唯宇多天皇朝內容無考。
本書記載10世紀至12世紀中期的日本歷史與社會風俗，特別是平安時代後期少見的宮廷儀式、官府記錄遺文，亦賴此而存。所以不僅是日本史，也是日本平安時代文學的重要文獻。

## 書誌情報
- 黑板勝美 編《新訂增補國史大系 卷9 本朝世紀》（吉川弘文館、2007年OD版） ISBN 978-4-642-04009-9

## 腳注
1. ↑   坂本太郎《日本の修史と史学》 56頁